# Florida State Seminoles football
I Florida State Seminoles rappresentano l'Università statale della Florida (conosciuta anche come Florida State o FSU) nel football americano. Competono nella Division I Football Bowl Subdivision (FBS) della National Collegiate Athletic Association (NCAA) e nella Atlantic Division della Atlantic Coast Conference (ACC). La squadra è nota per la sua storia, i distintivi caschi da gioco, per il suo inno e colori e per le molte tradizioni associate all'istituto.
Florida State ha vinto tre campionati nazionali, inclusi due BCS National Championship, assieme a 17 titoli di conference e cinque titoli di division. I Seminoles hanno terminato undici stagioni da imbattuti e sono finiti tra i primi cinque posti della classifica stilata dall'Associated Press per 14 anni consecutivi tra il 1987 e il 2000.
Tra le file della squadra hanno militato tre vincitori dell'Heisman Trophy: il quarterback Charlie Ward nel 1993, il quarterback Chris Weinke nel 2000 e un altro quarterback, Jameis Winston, nel 2013. Il Biletnikoff Award, assegnato annualmente al miglior ricevitore nel college football, deve il suo nome all'Hall of Famer di Florida State Fred Biletnikoff. Altri trofei vinti dai giocatori di Florida State includono il Walter Camp Award, il Maxwell Award, il Davey O'Brien Award, il Lombardi Award, il Dick Butkus Award, il Johnny Unitas Golden Arm Award, il Lou Groza Award, il Dave Rimington Trophy e il Bobby Bowden Award. Diversi ex Seminoles hanno avuto carriere di successo nella NFL.
Il programma ha prodotto 51 stagioni con un record vincente, 209 All-American (di cui 38 con selezione unanime) e 250 giocatori professionisti. Florida State ha avuto cinque giocatori indotti nella College Football Hall of Fame, due membri indotti nella College Football Coaches Hall of Fame e quattro giocatori indotti nella Pro Football Hall of Fame.
La squadra è allenata da Mike Norvell, nella sua quarta stagione, e gioca al Bobby Bowden Field at Doak Campbell Stadium, il 16º stadio più capiente del college football e il più grande dell'ACC, con sede nel campus della Florida State University a Tallahassee, Florida.

## Titoli nazionali
| Anno                | Allenatore   | Selettori           | Record | Bowl                           | Risultato                          |
| ------------------- | ------------ | ------------------- | ------ | ------------------------------ | ---------------------------------- |
| 1993                | Bobby Bowden | AP, Allenatori      | 12-1   | Orange Bowl                    | Florida State 18, Nebraska 16      |
| 1999                | Bobby Bowden | BCS, AP, Allenatori | 12-0   | Sugar Bowl                     | Florida State 46, Virginia Tech 29 |
| 2013                | Jimbo Fisher | BCS, AP, Allenatori | 14-0   | BCS National Championship Game | Florida State 34, Auburn 31        |
| Titoli nazionali: 3 |              |                     |        |                                |                                    |

## Allenatori

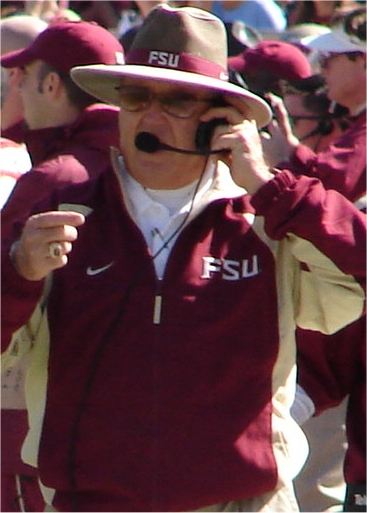
Coach Bowden.

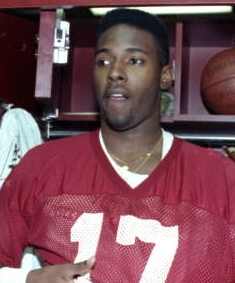
Charlie Ward ha vinto l'Heisman Trophy nel 1993.

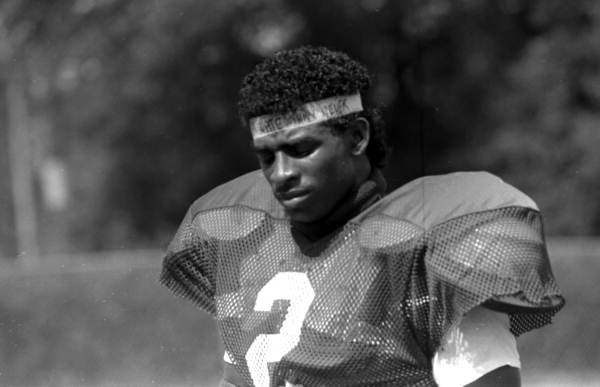
Deion Sanders è membro sia della College Football Hall of Fame che della Pro Football Hall of Fame

| Periodo    | Allenatore     | Anni        | Record     | %    |
| ---------- | -------------- | ----------- | ---------- | ---- |
| 1947       | Ed Williamson  | 1           | 0-5        | 0,0  |
| 1948–1952  | Don Veller     | 5           | 31-12-1    | 71,6 |
| 1953–1958  | Tom Nugent     | 6           | 34-28-1    | 54,8 |
| 1959       | Perry Moss     | 1           | 4-6        | 40,0 |
| 1960–1970  | Bill Peterson  | 11          | 62-42-11   | 58,7 |
| 1971–1973  | Larry Jones    | 3           | 15-19      | 44,1 |
| 1974–1975  | Darrell Mudra  | 2           | 4-18       | 18,2 |
| 1976–2009  | Bobby Bowden   | 34          | 304-97-4^  | 75,8 |
| 2010–2017  | Jimbo Fisher   | 8           | 83-23      | 78,3 |
| 2017, 2019 | Odell Haggins* | 2           | 4-1        | 80,0 |
| 2018–2019  | Willie Taggart | 2           | 9-12       | 42,9 |
| dal 2020   | Mike Norvell   |             |            |      |
| Totale     | 11 allenatori  | 70 stagioni | 557-269-18 | 67,1 |

* – Allenatore ad interim

## Premi individuali

### Finalisti dell'Heisman Trophy
| Seminoles nella top 5 dell'Heisman Trophy |                |       |       |            |
| Anno                                      | Nome           | Ruolo | Punti | Classifica |
| 1991                                      | Casey Weldon   | QB    | 503   | 2º         |
| 1992                                      | Marvin Jones   | LB    | 392   | 4º         |
| 1993                                      | Charlie Ward   | QB    | 2.310 | 1º         |
| 1996                                      | Warrick Dunn   | RB    | 341   | 5º         |
| 2000                                      | Chris Weinke   | QB    | 1.628 | 1º         |
| 2013                                      | Jameis Winston | QB    | 2.205 | 1º         |

### Membri della College Football Hall of Fame
| Membri della College Football Hall of Fame |                  |       |               |
| Anno                                       | Nome             | Ruolo | Carriera      |
| 1988                                       | Ron Sellers      | WR    | 1966–68       |
| 1991                                       | Fred Biletnikoff | WR    | 1962–64       |
| 2000                                       | Darrell Mudra    | Coach | 1974–75       |
| 2006                                       | Bobby Bowden     | Coach | 1976–2009     |
| 2006                                       | Charlie Ward     | QB    | 1989, 1991–93 |
| 2009                                       | Ron Simmons      | DT    | 1977–80       |
| 2011                                       | Deion Sanders    | CB    | 1985–88       |

### Membri della Pro Football Hall of Fame
| Membri della Pro Football Hall of Fame |                  |       |                      |
| Anno                                   | Nome             | Ruolo | Carriera             |
| 1988                                   | Fred Biletnikoff | WR    | 1965-1978            |
| 2011                                   | Deion Sanders    | CB    | 1989–2000, 2004-2005 |
| 2014                                   | Derrick Brooks   | LB    | 1995–2008            |
| 2014                                   | Walter Jones     | OL    | 1997–2008            |

### Numeri ritirati
| Numeri ritirati dai Florida State Seminoles |                  |       |           |
| Numero                                      | Nome             | Ruolo | Carriera  |
| 2                                           | Deion Sanders    | CB    | 1985–88   |
| 10                                          | Derrick Brooks   | LB    | 1991–94   |
| 16                                          | Chris Weinke     | QB    | 1997–2000 |
| 17                                          | Charlie Ward     | QB    | 1989–93   |
| 25                                          | Fred Biletnikoff | WR    | 1962–64   |
| 27                                          | Terrell Buckley  | CB    | 1989–91   |
| 28                                          | Warrick Dunn     | RB    | 1993–96   |
| 34                                          | Ron Sellers      | WR    | 1966–68   |
| 50                                          | Ron Simmons      | DT    | 1977–80   |

## Record dell'istituto

### Corse
- Maggior numero di yard corse, carriera: 3.959, Warrick Dunn (1993–1996)
- Maggior numero di yard corse, stagione: 1.242, Warrick Dunn (1995)

### Passaggi
- Maggior numero di yard passate, carriera: 9.839, Chris Weinke (1997–2000)
- Maggior numero di yard passate, stagione: 4.167, Chris Weinke (2000)

### Ricezioni
- Maggior numero di yard ricevute, carriera: 3,598, Ron Sellers (1966–1968)
- Maggior numero di yard ricevute, stagione: 1,968, Ron Sellers (1968)